# Muzeum Regionalne w Pińczowie
Muzeum Regionalne w Pińczowie – muzeum położone w Pińczowie. Placówka jest miejską jednostką organizacyjną.
Muzeum powstało w 1963 roku, natomiast działalność wystawienniczą rozpoczęło w 1970 roku. Od początku mieści się w budynku dawnego, popaulińskiego zespołu klasztorny, którego początki sięgają lat 1431-1449, a zachowaną do chwili obecnej formę czterobocznej bryły z wirydarzem pośrodku, otrzymał podczas przebudowy w latach 1630-1642.  
Zbiory
Zbiory muzeum pochodzą głównie z Ponidzia i dokumentują tradycje, historię i kulturę regionu od czasów najdawniejszych po współczesne. W kolekcji znajdują się m.in. zabytki archeologiczne, dokumenty, rękopisy, obrazy, militaria i judaika. Najważniejsza cześć zbiorów muzeum stanowią rękopisy i pamiątki związane z Adolfem Dygasińskim. Kolekcja muzeum nieustannie się rozwija np. w 2022 roku muzeum wzbogaciło się o pamiątki po Józefie Kwietniu, żołnierzu, który zginął w obronie warszawskiego zamku podczas II wojny światowej.
Wystawy stałe
Wystawy stałe zajmują 5 pomieszczeń oraz korytarz. Są to wystawy:
- „I i II Wojna Światowa"
- „Pińczów – historia miasta"
- „Pradzieje Ponidzia"
- „Adolf Dygasiński – życie i twórczość"
- wystawa judaistyczna przedstawiająca historie pińczowskich żydów
- wystawa poświęcona geologii

Wystawy czasowe
W muzeum organizowane są także wystawy czasowe. M.in. w 2021 roku odbyła się wystawa „Propius ad Deum- Sztuka Sakralna na Ponidziu" na której zaprezentowane zostały eksponaty z sześciu kościołów znajdujących się w Gminie Pińczów. W tym samym roku muzeum zaprezentowało również cykl wystaw poświęconych etnografii. W 2022 roku otwarto wystawę „Dygasiński- Malczewski- Relacje”. Zostały na niej pokazane m.in. 4 oryginalne prace słynnego symbolisty ze zbiorów Muzeum Podlaskiego. W 2023 roku otwarto to dużą wystawę monograficzną Krzysztofa Buckiego, znanego malarza urodzonego w tym mieście.   
Oddziały muzeum
Placówka posiada dwa swoje oddziały są to:
- Stara Synagoga,
- Dom Ariański (otwarta po remoncie w 2021 roku)

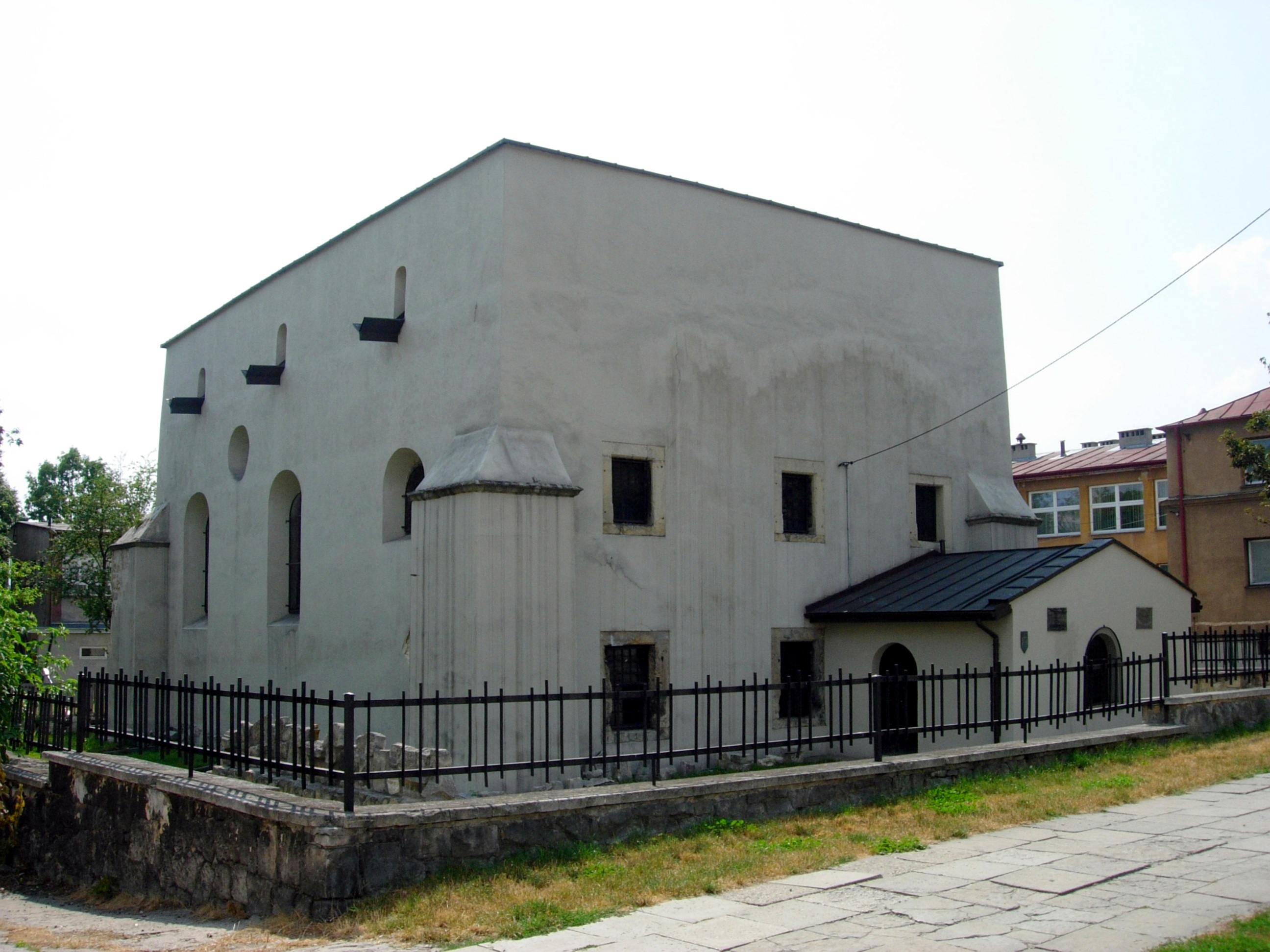
Stara Synagoga

Muzeum jest obiektem całorocznym, czynnym z wyjątkiem poniedziałków. Wstęp jest płatny, z wyjątkiem wtorków (wstęp wolny, nie dotyczy synagogi).